# Miathyria marcella
Miathyria marcella – gatunek ważki z rodziny ważkowatych (Libellulidae). Występuje na terenie Ameryki Północnej i Południowej – od stanów Kansas, Arkansas i Karolina Południowa w USA na południe przez Meksyk, Amerykę Centralną i Antyle aż po Argentynę.